# Scarsellino

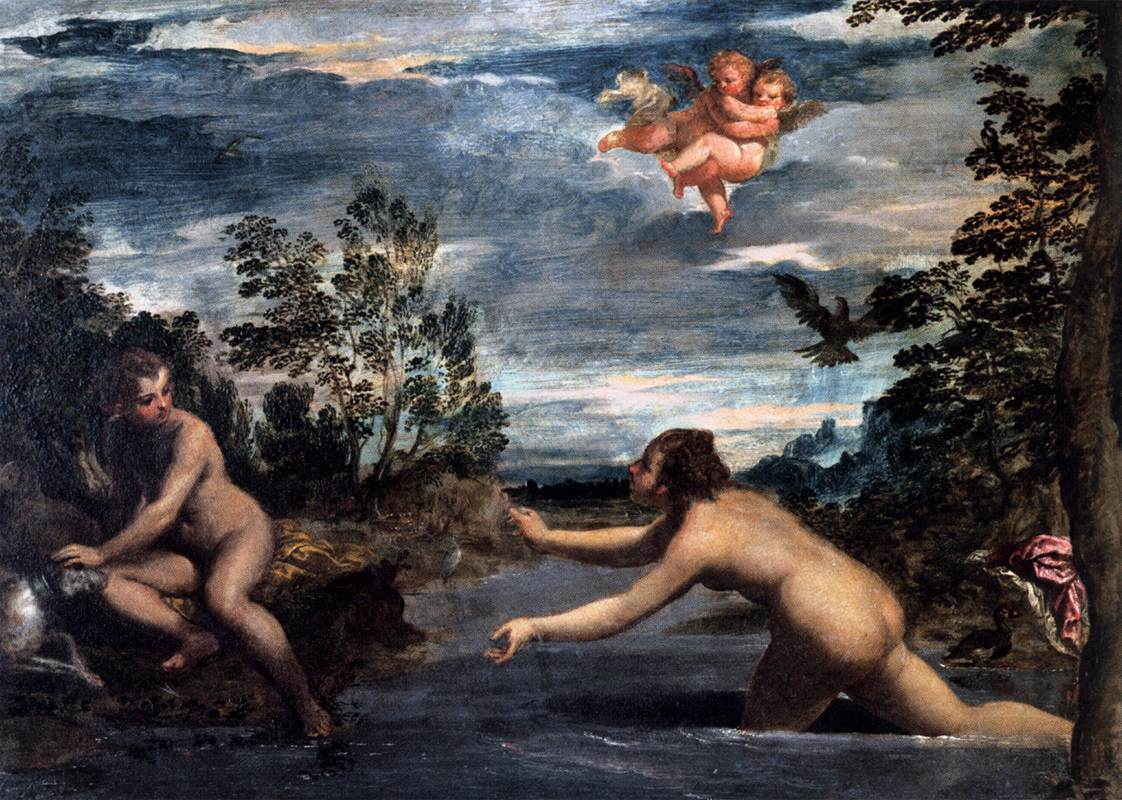
Salmacis y Hermafrodito

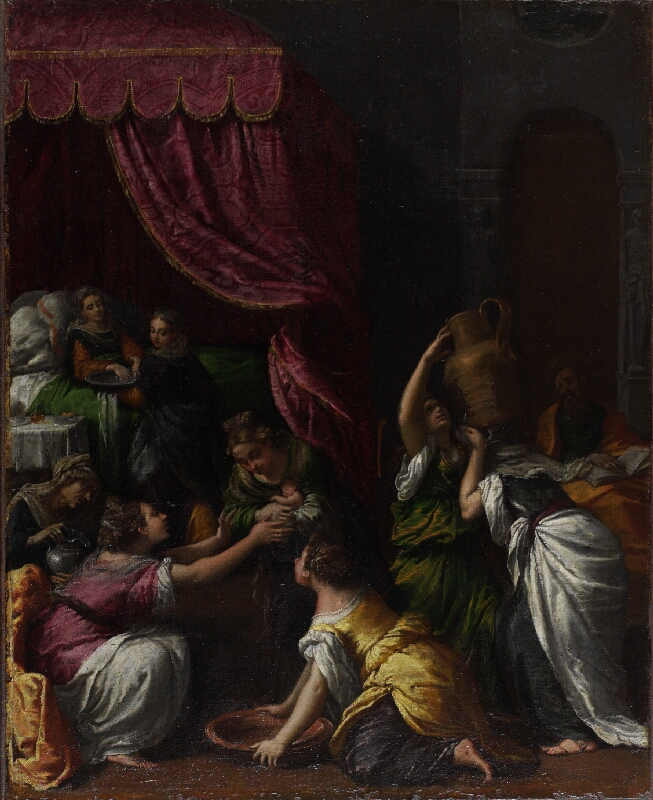
Natividad de la Virgen

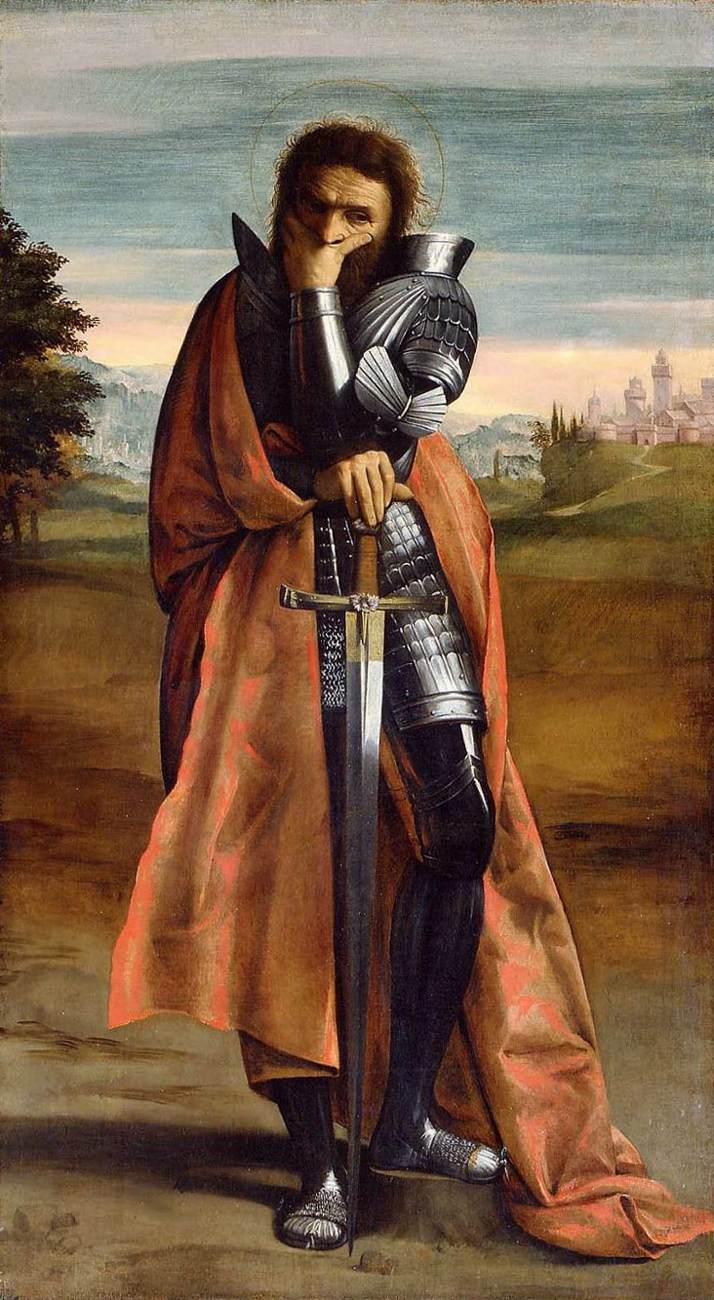
San Demetrio

Ippolito Scarsella, conocido como Scarsellino (Ferrara, 1550 - Ferrara, 28 de octubre de 1620), fue un pintor manierista italiano.

## Biografía
Hijo del arquitecto y pintor Sigismondo Mondino Scarsella (1530-1614), con quien recibió su primer aprendizaje. Posteriormente viajó a Bolonia e ingresó en el taller de los Carracci (1565-1570). Después marchó a Venecia, donde trabajó con Paolo Veronese durante cuatro años (1570-1574). Todos estos datos proceden del historiador Baruffaldi. Sin embargo, su estancia en Bolonia es dudosa, pues hacia 1565 los Carracci todavía no habían establecido su taller en dicha ciudad.
A juzgar por sus trabajos primerizos, su formación veneciana es más que probable (Virgen con el Niño y San Juanito, Museo Guggenheim), detectándose también un fuerte interés por la obra de Parmigianino. En estas obras se aprecia una gran riqueza cromática de tinte tizianesco, aunque permanecen ecos de los pintores ferrareses de la generación anterior, como Sebastiano Filippi o Giuseppe Mazzuoli. No podemos obviar tampoco a los venecianos más cercanos a la estética manierista, como Jacopo Bassano o Andrea Schiavone.
En sus pinturas de tema mitológico Scarsellino prefigura la integración que del arte veneciano realizó Annibale Carracci en su arte. Los frescos del Palazzo dei Diamanti de Ferrara, donde Ippolito colaboró con otros pintores como Gaspare Venturini o Ludovico Carracci, beben de las mismas fuentes que usará Annibale en sus grandes ciclos decorativos.
En obras posteriores Scarsella incorporará algo de la sensibilidad típica de Ludovico Carracci. Este hecho le acercará a las posiciones contrarreformistas propugnadas por el cardenal Gabriele Paleotti, cuyo máximo exponente artístico era Bartolomeo Cesi, el más claramente contramanierista de los integrantes de la Escuela Boloñesa. Sin embargo, Scarsella usará una paleta de colores más cálidos, similar a la del espiritual Federico Barocci, activo en las Marcas.
Scarsellino siempre prefirió las obras de pequeño formato, donde pudo dar rienda suelta a su vena intimista y una forma delicada y tierna de tratar los temas, llenándolos de luz y juegos cromáticos muy sutiles. Su pintura está impregnada de sensualidad, y cercanía, con un espíritu novedoso muy similar al que contemporáneamente estaban creando los Carracci en Bolonia.
Alumnos suyos fueron Camillo Ricci y Ludovico Lana.

## Obras destacadas
- Virgen con el Niño y San Juanito (Museo Guggenheim)
- Sagrada Familia (Neues Schloss, Schleissheim)
- San Demetrio (Museum of Fine Arts, Boston)
- Sagrada Familia (1580-85, Uffizi, Florencia)
- Virgen con el Niño (Galería Nacional de Parma)
- Salmacis y Hermafrodito (1585, Galería Borghese, Roma)
- Sagrada Familia con San Juanito (c. 1590, Ashmolean Museum, Oxford)
- Juicio de Paris (1590-95, Uffizi, Florencia)
- Diana y Endymion (a. 1592, Galería Borghese, Roma)
- Baño de Venus (a. 1592, Galería Borghese, Roma)
- Venus y Adonis (a. 1592, Galería Borghese, Roma)
- Frescos del Palazzo dei Diamanti de Ferrara (1592-93, Galleria y Museo Estense, Modena)
- Pietà (Galleria Barberini, Roma)
- Cristo en el Calvario (Museum of Fine Arts, Boston)
- Cristo y San Pedro en el mar de Galilea (Harvard Art Museum)
- El tributo del César (Royal Collection, Londres)
- San Eligio exorciza a la endemoniada (Fondazione Cassa di Risparmio, Ferrara)
- San Eligio cura al cojo (Fondazione Cassa di Risparmio, Ferrara)
- Conversión de San Pablo (Fondazione Cassa di Risparmio, Ferrara)
- Virgen entronizada con el Niño con San Pedro y un santo obispo (Fondazione Cassa di Risparmio, Ferrara)
- Santa Cecilia (Fondazione Cassa di Risparmio, Ferrara)
- Santa Águeda (Fondazione Cassa di Risparmio, Ferrara)
- Santa Apolonia (Fondazione Cassa di Risparmio, Ferrara)
- Última Cena (Fondazione Cassa di Risparmio, Ferrara)
- Paisaje con Abraham e Isaac (Fitzwilliam Museum, Cambridge)
- Sagrada Familia con San Juanito y Santa Catalina (Museo del Louvre, París)
- Virgen con el Niño (Museo del Prado, Madrid)
- Noli me tangere (Musée National Magnin, Dijon)
- Camino de Emaús (Galería Borghese, Roma)
- Virgen con el Niño y San Juanito (Indianapolis Museum of Art)
- Cristo y la adúltera (Museo del Louvre, París)
- La Virgen María y el joven Jesús (Museum der Bildenden Künste, Leipzig)
- Adoración de los Reyes Magos (Pinacoteca Capitolina, Roma)
- Cristo y la Virgen se aparecen a San Francisco (Pinacoteca di Brera, Milán)
- Decapitación del Bautista (San Giovanni Battista, Ferrara)
- Camino del Calvario (c. 1600, Kunsthistorisches Museum, Viena)
- Virgen con el Niño y los santos Pedro, Clara, Francisco de Asís, María Magdalena y abadesa (c. 1600, Museum of Fine Arts, Houston)
- Natividad de la Virgen (1600, Hunterian Museum and Art Gallery, Glasgow)
- El niño Jesús bendice a la Virgen (1602, Ashmolean Museu, Oxford)
- Martirio de Santa Margarita (1604, Instituto della Providenza, Ferrara)
- La Virgen adorada por santos (1609, Metropolitan Museum, NY)

## Enlaces externos

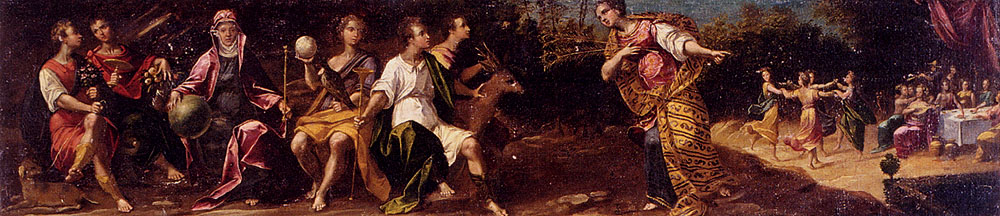
Banquete con figuras alegóricas